# Микрохромосомы

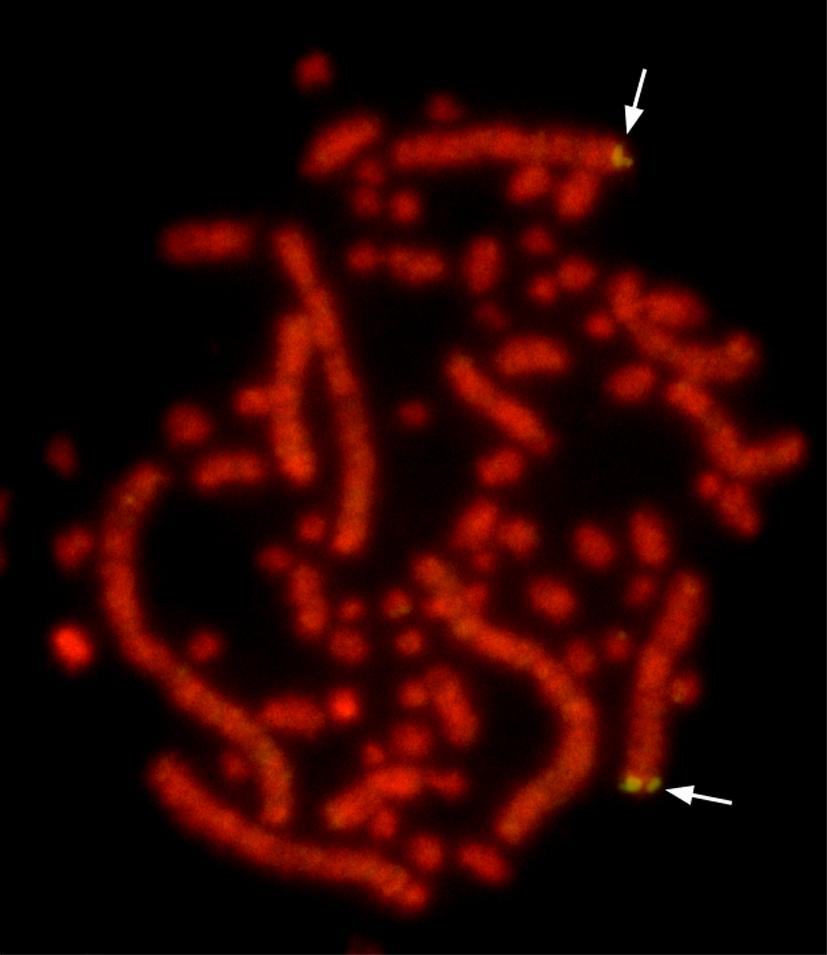
Кариотип курицы; видны многочисленные мелкие пятнышки — микрохромосомы. Стрелки указывают на меченные локусы гомологичных макрохромосом, полученные методом FISH

Микрохромосо́мы — очень маленькие хромосомы, типичные для кариотипов птиц, некоторых рептилий, рыб и земноводных; у млекопитающих они, судя по всему, отсутствуют. Их размер составляет меньше 20 мегабаз; хромосомы, чей размер превышает 40 мегабаз, называются макрохромосомами, а хромосомы размером от 20 до 40 мегабаз — промежуточными хромосомами.

## Описание
Микрохромосомы чрезвычайно малы. Часто их невозможно определить в кариотипе цитогенетическими методами, а их наличие значительно усложняет весь процесс изучения кариотипа. Первоначально их рассматривали как незначительные фрагменты хромосом, однако у изученных видов, имеющих микрохромосомы, обнаружилось, что они несут множество генов. Так, у курицы (Gallus gallus) на долю микрохромосом приходится от 50 % до 75 % всех генов. В метафазе микрохромосомы видны как крошечные пятнышки 0,5—1,5 мкм длиной. Их малый размер, а также малая степень конденсации в гетерохроматин обусловливают неприменимость стандартных цитогенетических методов для идентификации хромосом.

## Микрохромосомы птиц
У большинства птиц (за исключением представителей соколообразных и некоторых других видов) кариотип содержит около 80 хромосом (2n ≈ 80), из которых хорошо различимые макрохромосомы составляют лишь небольшую часть, а более 60 хромосом являются микрохромосомами. У птиц имеется большее, чем у любой другой группы животных, число микрохромосом. Курица представляет собой наиболее удобный объект для анализа микрохромосом. Изучение микрохромосом птиц показало, что они могли возникнуть как консервативные фрагменты предковых макрохромосом, или, напротив, макрохромосомы возникли как агрегаты микрохромосом. Сравнительный геномный анализ показал, что микрохромосомы содержат генетическую информацию, консервативную для многих классов хромосом. Показано, что по крайней мере 10 куриных микрохромосом возникли в результате расщепления макрохромосом и что типичный кариотип птиц сформировался 100—250 млн лет назад.
Уточнение физических карт микрохромосом птиц проводят с помощью метода флуоресцентной гибридизации in situ; при этом в качестве ДНК-зондов используют клонированные последовательности ДНК (например, NotI-связующие клоны 3-й хромосомы человека, БАК-клоны). Дальнейший прогресс в идентификации и исследовании микрохромосом (включая затрагивающие их перестройки) связывают с применением куриных микрохромосомных зондов для так называемого «раскрашивания хромосом» (англ. chromosome painting), пар специфических БАК-клонов курицы для каждой микрохромосомы и методов биоинформатики для геномного сравнения микрохромосом in silico.

### Курица

Кариотип курицы, представленный макро- и микрохромосомами

У курицы хромосомный набор равен 78 хромосомам (2n = 78), и, как и в случае всех птиц, большинство хромосом представляют собой микрохромосомы. Согласно более ранним взглядам, среди хромосом курицы имеется 6 пар макрохромосом, одна пара является половыми хромосомами и 32 пары — промежуточными хромосомами или микрохромосомами. В соответствии с более поздним описанием куриного кариотипа, он образован из 5 пар макрохромосом, одной пары половых хромосом, 5 пар промежуточных хромосом и 28 пар микрохромосом. Микрохромосомы составляют примерно треть от всего генома и демонстрируют бо́льшую, чем макрохромосомы, плотность генов. В связи с этим предполагается, что большая часть генов локализована на микрохромосомах, хотя из-за сложной физической идентификации микрохромосом и невозможности применения микросателлитных маркеров сложно установить точное положение гена на определённой микрохромосоме.
Между макрохромосомами и микрохромосомами курицы были выявлены различия в синхронизации репликации и темпах рекомбинации. В S-фазе интерфазы микрохромосомы реплицируются прежде макрохромосом. Темпы рекомбинации также выше у микрохромосом. Возможно, из-за высокой скорости рекомбинации куриная хромосома 16 (микрохромосома), как было выявлено, обладает наибольшим разнообразием генов, чем любая другая хромосома у ряда пород кур. Это предположительно связано с локализацией на этой хромосоме генов главного комплекса гистосовместимости.
Для многих групп сцепления, положение которых на конкретных хромосомах не было установлено, предполагается, что они локализованы на микрохромосомах. Интересно, что эти группы сцепления соответствуют крупным участкам человеческих хромосом. Так, группы сцепления E29C09W09, E21E31C25W12, E48C28W13W27, E41W17, E54 и E49C20W21 соответствуют 7-й хромосоме человека.

### Индейка
Хромосомный набор индейки включает 80 хромосом (2n = 80). Наличие дополнительной, по сравнению с курами, хромосомной пары обусловлено как минимум двумя хромосомными перестройками, представляющими собой расщепление/слияние отдельных участков (GGA2 = MGA3 + MGA6 и GGA4 = MGA4 + MGA9). Другие перестройки были выявлены при сравнительном анализе генетических и физических карт, а также секвенирования полного генома.

## У других животных и человека
Микрохромосомы отсутствуют в кариотипах человека, крокодилов и лягушек.
В редких случаях микрохромосомы выявляются в кариотипах отдельных людей. Была установлена связь между наличием микрохромосом и такими генетическими отклонениями, как синдром Дауна и синдром Мартина — Белл. В норме размер самой мелкой человеческой аутосомы — 21-й — равняется 47 мегабазам.